# 和平 (北魏)
和平（460年正月-465年十二月）是北魏的君主魏文成帝拓跋濬的第四个年号，共计5年。
和平六年五月献文帝拓跋弘即位沿用。

## 大事记
和平元年（460年），柔然攻高昌，河西王沮渠安周被杀，高昌北凉灭亡，阚伯周被柔然立为高昌国王。

## 纪年
| 和平 | 元年  | 二年  | 三年  | 四年  | 五年  | 六年  |
| ---- | ----- | ----- | ----- | ----- | ----- | ----- |
| 公元 | 460年 | 461年 | 462年 | 463年 | 464年 | 465年 |
| 干支 | 庚子  | 辛丑  | 壬寅  | 癸卯  | 甲辰  | 乙巳  |

## 參看
- 中国年号索引
  - 其他使用和平年號的政權
- 同期存在的其他政权年号
  - 承平（443年-460年）：北凉政权沮渠無諱、沮渠安周年号
  - 大明（457年正月—464年十二月）：南朝宋宋孝武帝刘骏的年号
  - 永光（465年正月—八月）：南朝宋宋前废帝刘子业的年号
  - 景和（465年八月—十一月）：南朝宋宋前废帝刘子业的年号
  - 泰始（465年十二月—471年十二月）：南朝宋宋明帝刘彧的年号
  - 永康（464年-484年）：柔然政权受罗部真可汗予成年号